# Bloomeria
Bloomeria es un género de plantas monocotiledóneas perteneciente a la familia Asparagaceae. Incluye tres especies nativas de California y México.

## Taxonomía
El género fue descrito por Albert Kellogg y publicado en Proceedings of the California Academy of Sciences 2: 11–12. 1863. La especie tipo es: Bloomeria aurea Kellogg.
Etimología
Bloomeria: nombre genérico que fue otorgado en honor del botánico Hiram Green Bloomer (1819–1874)

## Especies
A continuación se brinda un listado de las especies del género Bloomeria aceptadas hasta marzo de 2011, ordenadas alfabéticamente. Para cada una se indica el nombre binomial seguido del autor, abreviado según las convenciones y usos, y la publicación válida. Finalmente, para cada especie también se detalla su distribución geográfica.
- Bloomeria clevelandii S.Watson, Proc. Amer. Acad. Arts 20: 376 (1885). Sur de California a México (Norte de Baja California).
- Bloomeria crocea (Torr.) Coville in Le Roy Abrams, Ill. Fl. Pacific States 1: 398 (1923). Sudoeste de California a México (Baja California).
- Bloomeria humilis Hoover, Pl. Life 11: 21 (1955). California.